# Beschwerde (deutsches Recht)
Die Beschwerde (lat. gravamen, zu gravis „schwer“) ist ein Rechtsbehelf gegen Entscheidungen, Beschlüsse und Maßnahmen einer Behörde oder eines Gerichts.
Sämtliche Beschwerden außerhalb von Gerichts- oder Verwaltungsverfahren gründen auf dem Petitionsrecht des Art. 17 GG.
Im Gerichts- oder Verwaltungsverfahren ist zu unterscheiden zwischen formlosen und förmlichen Rechtsbehelfen, die als Beschwerde bezeichnet werden. 

## Formlose Rechtsbehelfe
Formlose Rechtsbehelfe sind beispielsweise die einfache Beschwerde über einen tatsächlichen oder rechtlichen Zustand, die Dienstaufsichtsbeschwerde, die das persönliche Verhalten eines bestimmten Beamten rügt, die Fachaufsichtsbeschwerde, die eine Entscheidung oder getroffene Maßnahme hinsichtlich der Recht- und Zweckmäßigkeit rügt, sowie die Gegenvorstellung.

## Förmliche Beschwerde
Mit der Rechtsbeschwerde, Streitwertbeschwerde, Haftbeschwerde sind die bekanntesten genannt. 
Gegen Urteile richten sich in der Regel die ordentlichen Rechtsmittel (Berufung oder Revision). Nach Erschöpfung des fachgerichtlichen Rechtswegs besteht die Möglichkeit der Urteilsverfassungsbeschwerde als eines außerordentlichen Rechtsbehelfs (§ 90 Abs. 2 Satz 1 BVerfGG, Art. 94 Abs. 2 Satz 2 GG), um die Verletzung spezifischen Verfassungsrechts zu rügen (Hecksche Formel).
Der zulässigen und materiell-rechtlich begründeten Beschwerde wird abgeholfen. Ist die Beschwerde bereits unzulässig (z. B. wegen Versäumung der Beschwerdefrist) wird sie verworfen. Ist die Beschwerde zulässig, aber unbegründet wird sie zurückgewiesen.

### Voraussetzung
Voraussetzung der Zulässigkeit der förmlichen Beschwerde ist die Beschwer; belastet die Entscheidung den Betroffenen nicht, so ist eine Beschwerde nicht statthaft. Hat das Gericht beispielsweise den Anträgen des Beschwerdeführers entsprochen, kann er mangels Beschwer keine Beschwerde einlegen, auch wenn er z. B. mit der Begründung nicht zufrieden ist. Das Gericht, bei dem die Beschwerde eingelegt werden muss, ist in den verschiedenen Verfahrensarten unterschiedlich bestimmt. Die Verfahrensordnungen sehen zum Teil die Einlegung beim Gericht, dessen Entscheidung angefochten wird, als auch bei dem Gericht vor, das über die Beschwerde zu entscheiden hat.

### Arten
Im Verwaltungsverfahrensrecht ist die Beschwerde durch das Widerspruchsverfahren abgelöst worden. Im Steuerrecht ist dies der Einspruch.
In der ordentlichen Gerichtsbarkeit (Zivilprozess oder Strafverfahren) sind im Regelfall die Landgerichte oder Oberlandesgerichte zur Entscheidung über eine Beschwerde gegen eine gerichtliche Entscheidung zuständig, sofern nicht das Amtsgericht, das die angefochtene Entscheidung erlassen hat, der Beschwerde selbst abhilft. Der Bundesgerichtshof entscheidet über Rechtsbeschwerden.
Für Geschädigte oder Verletzte einer Straftat besteht die Möglichkeit, bei der Generalstaatsanwaltschaft Beschwerde gegen die Einstellung des staatsanwaltlichen Ermittlungsverfahrens einzulegen. Dieses Rechtsmittel ist dem gerichtlichen Klageerzwingungsverfahren vorgeschaltet, um der Staatsanwaltschaft Gelegenheit zu geben, die Entscheidung selbst zu überprüfen.
Im Verwaltungsprozess und im Sozialprozess ist die Beschwerde gegen gerichtliche Beschlüsse eröffnet (§§ 146 ff. VwGO, §§ 172 ff. SGG). Über die Beschwerde entscheidet das Oberverwaltungsgericht / der Verwaltungsgerichtshof bzw. das Landessozialgericht. Beschlüsse dieser Gerichte sind in der Regel unanfechtbar.
In Patent- und Markenangelegenheiten kann eine letztinstanzliche Entscheidung des Deutschen Patent- und Markenamtes (DPMA) durch die Beschwerde zum Bundespatentgericht angefochten werden (§ 73 Patentgesetz, § 133 Markengesetz); eine etwaige Rechtsbeschwerde findet zum Bundesgerichtshof statt. Das Beschwerdeverfahren vor dem Bundespatentgericht ist im Patentgesetz geregelt.

### Fristen – sofortige Beschwerde
Ist die Beschwerde an eine Frist gebunden (§ 793 ZPO; § 567 ff. ZPO; § 311 StPO), so nennt man diese Beschwerde sofortige Beschwerde. Die Frist beträgt zwei Wochen in Zivilsachen, eine Woche ab Zustellung in Strafverfahren. Im Verwaltungsprozess und im Sozialprozess ist die Beschwerde stets fristgebunden (§ 147 VwGO: zwei Wochen ab Zustellung; § 173 SGG: ein Monat ab Zustellung).

### Weitere Beschwerde
Gegen die Entscheidung des Beschwerdegerichts über eine Beschwerde ist in gewissen Fällen die weitere Beschwerde zulässig. Im streitigen Zivilprozess ist sie ausdrücklich zuzulassen, in der freiwilligen Gerichtsbarkeit ist sie als Rechtsbeschwerde (§ 70 FamFG) ausgestaltet. Im Strafverfahren ist sie nur gegen Haft oder die einstweilige Unterbringung möglich (§ 310 StPO). Im Verwaltungsrecht ist eine weitere Dienstaufsichtsbeschwerde möglich. Im Verwaltungsprozess und im Sozialprozess ist die weitere Beschwerde nur in wenigen Ausnahmefällen eröffnet (§ 153 VwGO, § 177 SGG).